# Противоположный пол, и как с ним жить
«Противоположный пол, и как с ним жить» (англ. The Opposite Sex and How to Live with Them) — кинофильм.

## Сюжет
Еврейский парень по имени Дэвид Краун случайно встретился с Кэрри Дэвенпорт, «истинной американкой», и сразу влюбился в неё. Не особо раздумывая, он начинает свои ухаживания, чтобы постараться наладить хоть какие-то взаимоотношения с Кэрри. И лишь постепенно, пройдя через ряд комичных ситуаций, ему это удаётся.

## В ролях
- Ари Гросс — Дэвид Краун
- Кортни Кокс — Кэрри Дэвенпорт
- Кевин Поллак — Эли
- Джули Браун
- Митч Райан